# Эпизод 1 (Твин Пикс)
Эпизод 1, также известный как Следы в никуда — второй эпизод первого сезона американского мистического телесериала «Твин Пикс».

## Сюжет

### Предпосылки
Жители небольшого городка Твин Пикс, штат Вашингтон, были шокированы убийством школьницы Лоры Палмер и покушением на убийство её одноклассницы — Ронетт Пуласки. Агент федерального бюро расследований Дейл Купер приехал в Твин Пикс чтобы расследовать это дело, и первоначальное подозрение пало на парня Палмер — Бобби Бригс.

## Производство
Эпизод 1 был написан создателями сериала: Дэвидом Линчем и Марком Фростом. Они также вместе написали пилотный выпуск, а затем Эпизод 2. После этого Фрост напишет еще восемь сценариев для серий. В эпизоде представлено первое появление Фрэнка Сильвы как убийцы Боба, хотя персонаж еще не идентифицирован на данный момент именно как убийца. Сильва был арт-директором сериала и случайно попал в кадр во время съёмок. Линч остался доволен результатом и с тех пор решил включить Сильву в актёрский состав.